# Butorowy Wierch
Butorowy Wierch (1160 m), kiedyś nazywany Butorowskim Wierchem –  wzniesienie na Pogórzu Gubałowskim (w Paśmie Gubałowskim), pomiędzy Palenicą Kościeliską (1183 m) a Gubałówką (1126 m). Znajduje się nad Kościeliskiem koło Zakopanego. Jego stok północny jest zalesiony. Z Gubałówką łączy go widokowy odcinek Szlaku Papieskiego.
Z Kościeliska na sam szczyt góry prowadzi uruchomiona w 1978 kolej krzesełkowa „Butorowy Wierch”. W trakcie jazdy można podziwiać wspaniałą panoramę całych Tatr polskich i słowackich oraz Zakopanego i Kościeliska. Do 1995 był tu popularny ośrodek narciarski Butorowy Wierch. W późniejszych latach – na skutek braku kompromisu między spółką Polskie Koleje Linowe S.A., operatorem ośrodka i właścicielami działek na byłych trasach narciarskich – wyciąg nie pełnił roli wyciągu dla narciarzy.

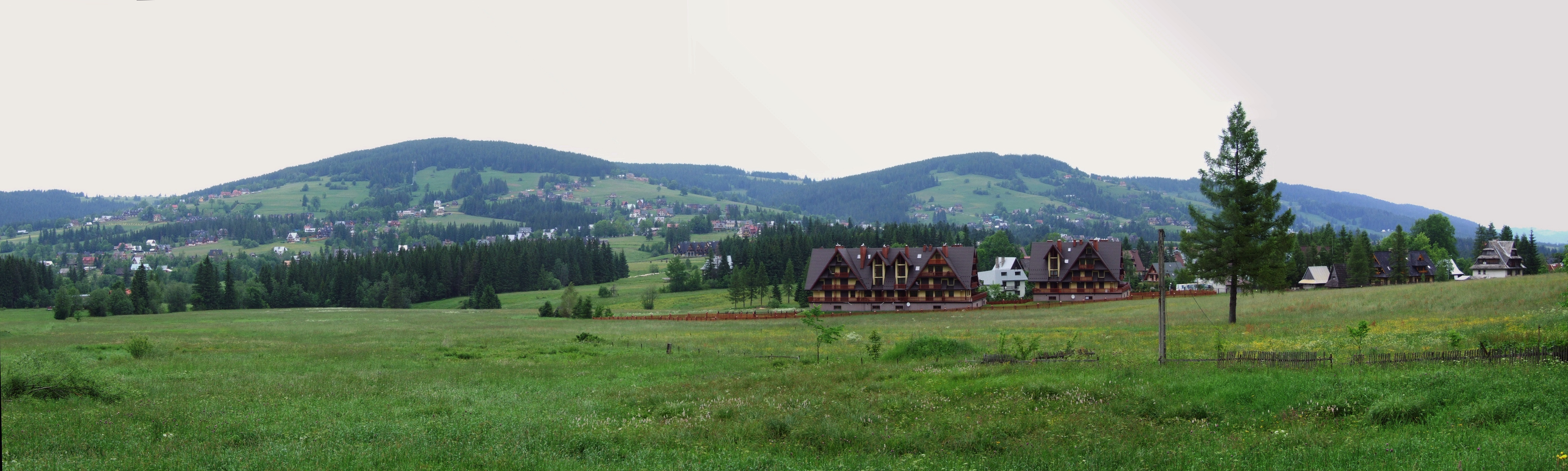
Od lewej: Palenica Kościeliska, Butorowy Wierch i Gubałówka

## Szlaki turystyczne
– zielony z Pałkówki przez Butorowy Wierch, Budzówkę, Rysiulówkę i Groń do Kir, a dalej dnem Doliny Kościeliskiej do schroniska na Hali Ornak.